# Reinout Oerlemans
Reinout Oerlemans (né le 10 juin 1971) est un  acteur néerlandais de soap opera, acteur, réalisateur, animateur de télévision et producteur de télévision. Il est le fondateur de la société de production Eyeworks.